# Luansobe (Mufulira)
Luansobe è un ward dello Zambia, parte della Provincia di Copperbelt e del Distretto di Mufulira.